# Litoria aurea
La rana campanilla verde dorada (Litoria aurea) es una rana arbórea terrestre de la familia Pelodryadidae originaria del este de Australia. Puede medir hasta once centímetros de longitud, siendo así una de las ranas más grandes de Australia.
Muchas poblaciones, especialmente en la región de Sídney, viven en zonas que a menudo son perturbadas por la acción humana, como por ejemplo campos de golf, terrenos industriales en desuso, descampados y vertederos. A pesar de que antiguamente era una de las ranas más comunes del sureste de Australia, L. aurea ha sufrido un importante declive de la población, que es la causa por la cual ha sido clasificada como globalmente vulnerable en la actualidad. La cifra de individuos ha continuado bajando, pues esta rana está amenazada por la pérdida y degradación de su hábitat, la contaminación, la presión de otras especies introducidas, y la acción de parásitos y patógenos, entre los que se incluye el quitridiomiceto Batrachochytrium dendrobatidis.

## Taxonomía
L. aurea presenta muchas características físicas y etológicas típicas de los ránidos, y por ello se clasificó originalmente dentro del género Rana, como Rana aurea. Tiene un morro puntiagudo, patas largas, y dedos casi totalmente palmeados; el tímpano es grande y definido; y la forma general del cuerpo es similar a la de muchas especies de Rana. Como muchas ranas del género Rana, es principalmente acuática y sólo viaja por tierra durante los períodos de lluvias. Finalmente, se decidió que no pertenecía al género Rana debido a las diferencias anatómicas con la familia de los ránidos. Las formaciones óseas y cartilaginosas de L. aurea son más próximas a las de las especies de la familia de los hílidos y, por lo tanto, fue reclasificada.

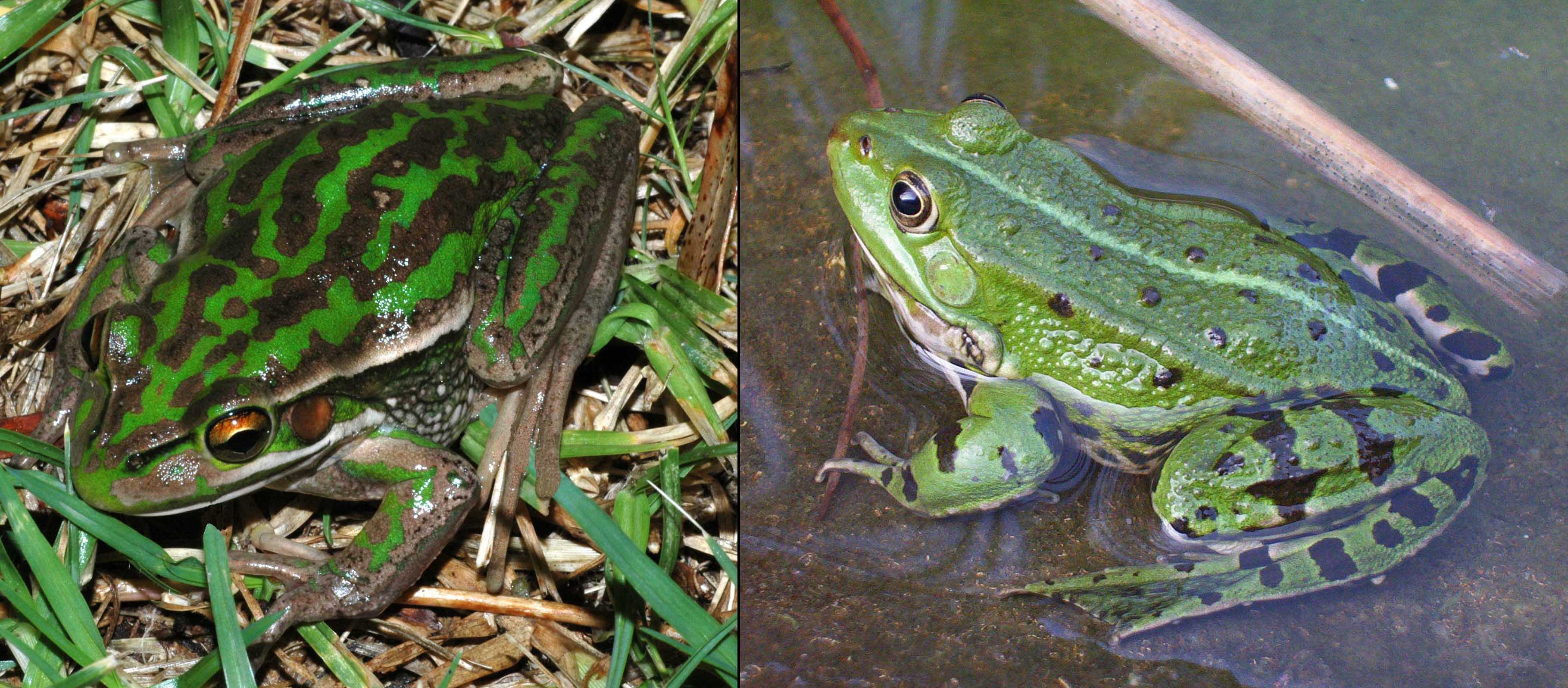
Litoria aurea (izquierda) fue clasificada originalmente como una especie del género Rana (derecha). Guarda muchos parecidos físicos, como un morro puntiagudo, patas largas, y dedos casi totalmente palmeados. La forma general del cuerpo es similar a la de muchas especies de Rana.

En un principio, en 1827, fue clasificada como Rana aurea por Lesson. Su denominación fue revisada veinte veces; Günter fue el primero en darle el nombre de Litoria aurea en 1844, y cambió de nombre nueve veces más antes de ser renombrada como Litoria aurea. El nombre específico aurea deriva de la palabra latina aureus, «dorado». Actualmente, la especie está clasificada dentro el complejo Litoria aurea, un grupo de ranas estrechamente relacionadas del género Litoria. Este complejo se extiende por toda Australia: hay tres especies en el sureste del país, una al norte y dos al suroeste. El complejo se compone de L. aurea, L. raniformis, L. castanea, L. dahlii, L. cyclorhyncha y L. moorei. Las regiones en las que habitan L. raniformis y L. castanea se solapan con las de L. aurea. Esto, junto con los parecidos físicos que presentan, puede hacer difícil distinguir las especies. L. castanea no se ha observado desde 1980 y podría estar extinguida en la actualidad, a pesar de que las grandes manchas amarillas de sus muslos ayudan a distinguirla de L. aurea. L. raniformis, que se asemeja mucho a L. aurea, sólo puede distinguirse por unos bultos que tiene en la superficie dorsal.

## Distribución

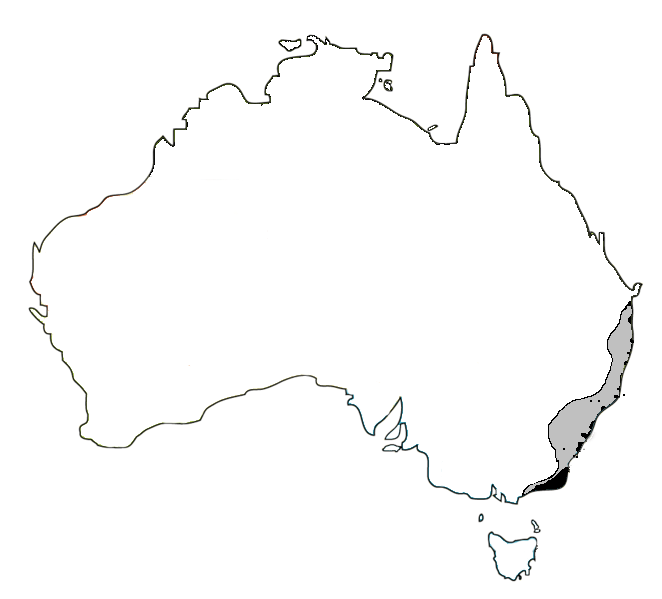
La distribución histórica (gris) y actual (negro) de L. aurea.

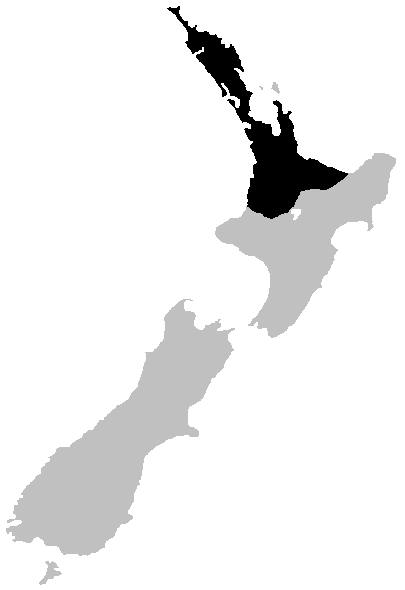
La distribución actual de Litoria aurea en Nueva Zelanda (en negro).

L. aurea es nativa del sureste de Australia. Antes del declive de su población, su difusión iba de Brunswick Heads, al norte de Nueva Gales del Sur, hasta East Gippland, en Victoria, y al oeste hasta Bathurst, Tumut y el Territorio de la Capital Australiana.
La difusión actual de L. aurea va de Byron Bay, al norte de Nueva Gales del Sur, hasta East Gippsland, en Victoria: Las poblaciones se reparten mayoritariamente por la costa. En Nueva Gales del Sur, desde la década de 1960, su difusión y abundancia ha descendido de manera drástica, a pesar de que no se han observado descensos similares en Victoria. En Nueva Gales del Sur, ha desaparecido de los altiplanos que se sitúan por encima de los 250 metros a excepción de una población en Captains Flat. Un estudio de las poblaciones de la costa de Nueva Gales del Sur reveló que muchas eran poco numerosas, normalmente de menos de veinte adultos. No obstante, existen seis poblaciones conocidas de más de 300 ranas: dos en el área metropolitana de Sídney, dos en el Shoalhaven, y dos en la costa centro-norte de Nueva Gales del Sur. Se calcula que L. aurea ha desaparecido en muchos lugares y ha reducido su antigua distribución, como mínimo, en un 90%.
L. aurea sobrevive en algunas zonas de Sídney, como por ejemplo el descampado del Sydney Olympic Park (el lugar propuesto para construir las pistas de tenis para los Juegos Olímpicos de Sídney 2000). Cuando se descubrió la presencia de L. aurea, se decidió construir las pistas en otro lugar, y esta población ha estado supervisada desde entonces. Así pues, L. aurea ha pasado a ser una mascota no oficial del área de Homebush Bay.
L. aurea vive en dos islas de la costa oriental de Australia: Broughton Island, delante de Port Stephens, y Bowen Island, en el Territorio de la Bahía de Jervis. Ha sido introducida en Nueva Zelanda, donde ahora es común, en las islas del Pacífico de Nueva Caledonia y en Nuevas Hébridas.

## Morfología

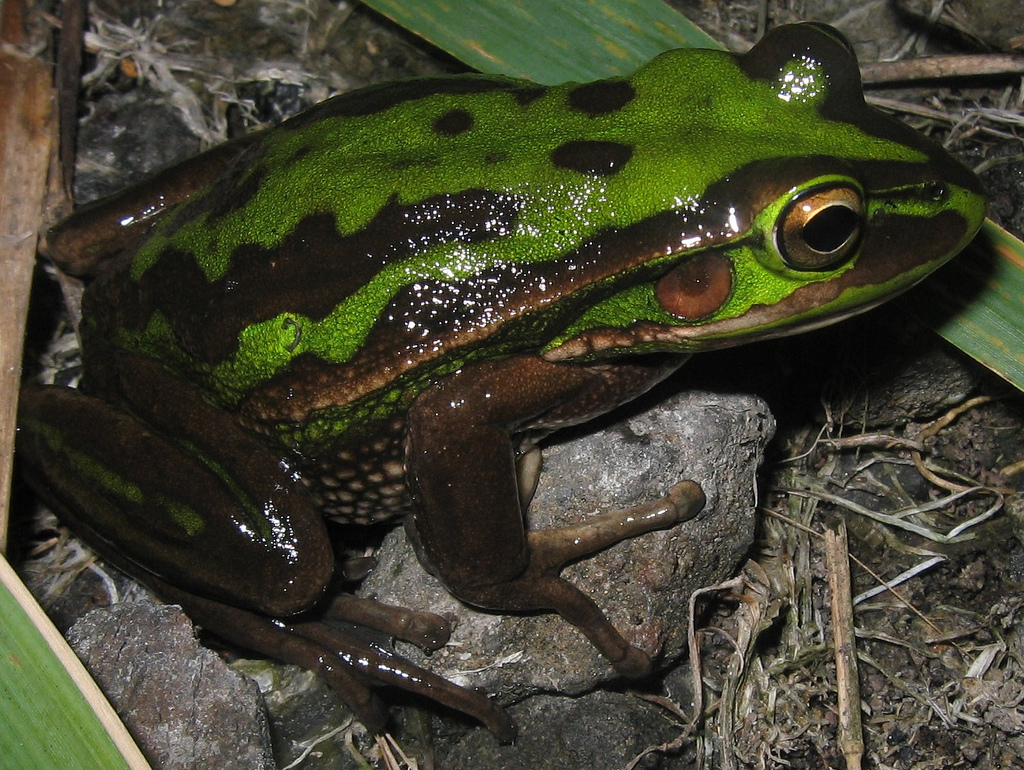
Una L. aurea con una coloración oscura.

L. aurea es una rana grande y robusta; los adultos miden entre 4,5 y 11 centímetros de largo; los ejemplares típicos miden entre seis y ocho centímetros, lo que la convierte en una de las ranas más grandes de Australia. Los machos adultos son, en general, más pequeños que las hembras adultas, y el color de la superficie dorsal difiere mucho en las hembras. Puede ser casi toda verde, de tonalidades que van desde un verde oscuro hasta un esmeralda brillante. También hay algunas que son verdes con marcas de color cobre, latón, o incluso doradas, mientras que otros ejemplares son casi todos de color bronce. Durante los meses más frescos (mayo-agosto), cuando estas ranas están inactivas, la coloración se puede oscurecer hasta llegar a ser casi negra.
Estos animales poseen una raya de color blanco crema o amarillo pálido, con un borde superior dorado y un borde inferior negro, que se extiende desde detrás del ojo, a través del tímpano, hasta la ingle. Esta raya sube para formar un pliegue dorsolateral hacia la ingle. Otra raya del mismo color comienza bajo el ojo y continúa hasta el hombro. El abdomen es de color crema blanco, y tiene una textura granular áspera. Las patas son verdes, de color bronce o una combinación de los dos colores, y la parte interior del muslo y la ingle es azul-verdosa. Los machos adultos presentan una coloración amarilla en el saco vocal de la garganta. La pupila se limita a una hendidura horizontal, mientras que el iris es de un color marrón-dorado, con una raya negra que va desde las comisuras de la pupila hasta los límites horizontales del ojo. El tímpano es definido y de forma ovalada. Esta especie posee discos en los dedos de los pies que la ayudan a trepar. Como esta especie vive a menudo dentro del agua, los dedos de las patas anteriores no están palmeados, al contrario de los dedos de las patas posteriores, que sí disponen de membranas interdigitales. Durante la época de apareamiento, los machos desarrollan almohadillas nupciales en los dedos, que emplean para agarrarse a la hembra durante el coito.

## Ecología y comportamiento

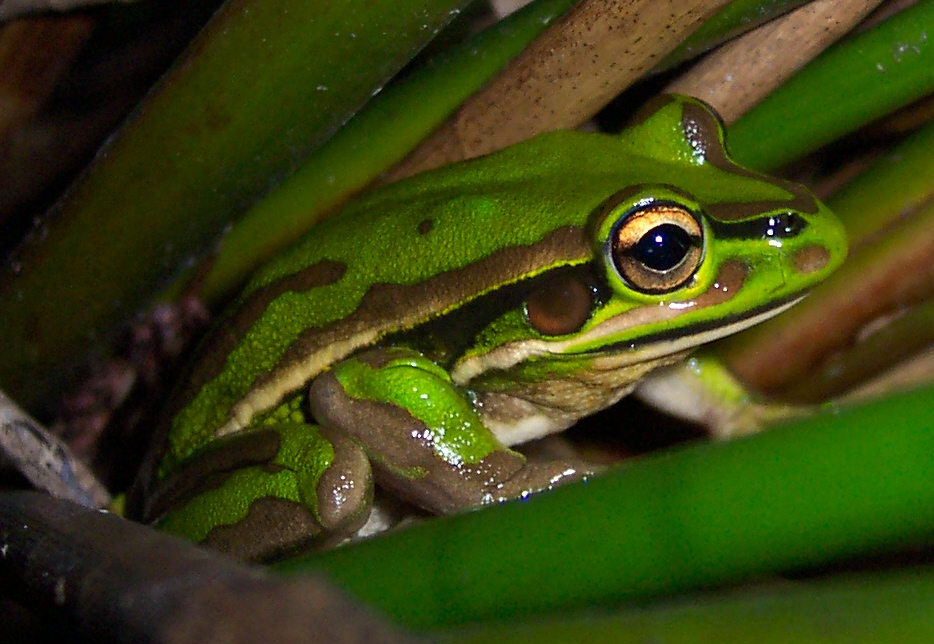
Una L. aurea camuflándose entre juncos.

L. aurea es una rana arborícola que se pasa mucho tiempo tomando el sol en las rocas y cañaverales. A diferencia de la mayoría de especies de rana, suele ser activa durante el día. Cuando se la toca, esta rana segrega una mucosidad agria y viscosa que se compone de diecisiete péptidos de aureína. Trece de ellos tienen efectos antibióticos y anticancerígenos, lo que es útil para combatir a los microorganismos nocivos.
L. aurea suele vivir en marismas costeras y zonas boscosas, pero también se han encontrado en zonas industriales abandonadas. Los requisitos de su hábitat han sido difíciles de determinar, pues se las ha encontrado en una gran variedad de masas de agua, excepto en riachuelos de corrientes rápidas. Lo más habitual es encontrarla en estanques temporales de agua dulce que no tengan corriente, sean someras, sin sombra y sin contaminación. Suele evitar las aguas que habitan peces predadores, ya sean nativos o introducidos. Estas ranas prefieren masas de agua que sostengan vegetación emergente, como por ejemplo cañas o juncos, que usan para tomar el sol, y hábitats invernales que tengan refugios cerca del lugar donde se aparean. A menudo hay hábitats herbosos cerca que sirven de terrenos terrestres de alimentación.
La reproducción de L. aurea depende de la salinidad y la temperatura del agua. La salinidad afecta al desarrollo y a la metamorfosis de los renacuajos, por lo que en general la reproducción sólo tiene lugar en estanques con temperaturas de 20 °C o más. Los renacuajos de L. aurea pueden tolerar niveles de salinidad de seis partes por mil (ppm) sin efectos nocivos aparentes, mientras que una salinidad de 8 ppm o más reduce el ritmo de crecimiento y aumenta la tasa de mortalidad. Por otro lado, un nivel de salinidad de al menos 1-2 ppm puede ser beneficioso para L. aurea, porque elimina ciertos patógenos como los hongos quítridos.
Los adultos son voraces y tienen una dieta muy variada, como insectos y otras ranas, incluso de la misma especie. Los renacuajos se alimentan de detritos, algas y bacterias. Entre sus predadores naturales se encuentran las aves zancudas y las serpientes. Por su parte, los renacuajos son alimento de tortugas, anguilas, otros peces, y una variedad de predadores invertebrados.

### Reproducción
L. aurea se reproduce durante los meses más cálidos, de octubre a marzo. Durante la época de apareamiento, los machos flotan en el agua y llaman a las hembras, con un gruñido grave que ha sido descrito como un sonido de cuatro partes "cro-oc, croooc, croc croc" – parecido al sonido de una motocicleta cuando cambia de marchas. Producen una masa gelatinosa que contiene una media de cinco mil huevos, la cual depositan entre la vegetación acuática (como dato relevante, se ha observado un conglomerado formado por 11.682 huevos). Al principio, la masa flota, pero se hunde unas doce horas después de la puesta, o si es perturbada. Dos o tres días más tarde, nacen los renacuajos, y acaban la metamorfosis entre dos y once meses después, duración que depende de la temperatura del agua y de la disponibilidad de alimento. La reproducción tiene lugar en una proporción significativamente más alta en lugares donde no hay peces predadores, y donde las masas de agua son temporales y no permanentes. En Victoria, no obstante, se ha observado que las ranas se reproducen igual en estanques permanentes que en estanques temporales.
Los renacuajos son grandes, y alcanzan longitudes de hasta 80 mm, pero el tamaño varía mucho; son más comunes los renacuajos más pequeños. El cuerpo suele ser tan ancho como largo. La cola tiene un matiz amarillo y está considerablemente arqueada. La musculatura es moderada. Las paredes corporales son de un amarillo translúcido, con zonas más oscuras en el abdomen. Justo antes de que se formen los miembros, el renacuajo empieza a desarrollar la coloración verde de los adultos. Los metamorfos se asemejan a los adultos y miden una media de 2,6 cm de largo.

## Estado de conservación
Se calcula que el número de L. aurea ha bajado en más del 30% a lo largo de los últimos diez años. Ha sido descrita como vulnerable tanto a nivel global como a nivel nacional, y es una especie en peligro de extinción de acuerdo con el Threatened Species Conservation Act, 1995 de Nueva Gales del Sur. Se han considerado muchos factores como responsables del gran declive de esta especie, entre los que se incluyen la fragmentación del hábitat, la introducción de peces predadores o la alteración de los regímenes de drenaje.
El descenso de las poblaciones está estrechamente relacionado con la introducción de Gambusia holbrooki, una especie originaria de Norteamérica que fue introducida en el continente australiano para controlar las larvas de mosquitos. Varios estudios en laboratorios han demostrado que los renacuajos de L. aurea son extremadamente vulnerables a la depredación por parte de este pez. Otros factores que se cree que afectan a esta especie son la depredación por parte de mamíferos introducidos como los gatos y los zorros, los cambios en la calidad del agua en los lugares donde se reproduce, el uso de herbicidas y la pérdida de hábitat causada por la destrucción de las zonas húmedas. No obstante, y debido a la capacidad de esta especie de sobrevivir en ambientes degradados y contaminados, no es probable que la destrucción del hábitat y la contaminación sean las causas principales del declive de las poblaciones. El hongo quítrido, que afecta a los anfibios, parece haber causado como mínimo algunos, o probablemente la mayoría de los declives significativos observados durante la década de 1970 y de 1980.
L. aurea ha sido objeto de muchas investigaciones y de mucho seguimiento, cuestión muy importante para mejorar el estado de conservación. Estas investigaciones se centran en el desarrollo de medidas de gestión para tener controladas a las gambusias introducidas. Otras estrategias que se están llevando a cabo permitirán crear y mejorar hábitats adaptados para aumentar el éxito reproductivo de la especie. Junto con las medidas mencionadas, también se han propuesto programas de concienciación del público.
En 1998, el personal de herpetofauna del Taronga Zoo de Sídney puso en marcha un programa de reproducción en cautiverio patrocinado por ASX Frog Focus. El objetivo del programa era contribuir a la conservación de las menguantes poblaciones de L. aurea en la región de Sídney. La acción consistía en la cría en cautiverio de ranas salvajes y la posterior liberación de grandes cantidades de renacuajos, la restauración del hábitat de las ranas y su seguimiento después de la liberación. El programa se denominó en un principio Frog Focus Botany puesto que el suburbio de Botany era, en su origen, el punto central. Se liberaron miles de renacuajos en un lugar de la Sir Joseph Banks Reserve, y la comunidad local llevó a cabo el seguimiento post-liberación. También fue la primera vez en que escolares se implicaron en la supervisión de una especie en peligro. Desde entonces, el programa se ha diversificado en otros ámbitos. Entre 1998 y 2004, se liberaron renacuajos en estanques y diques diseñados a tal efecto en la Long Reef Golf Course de Collaroy, al norte de Sídney, pero con poco éxito. A pesar de que con anterioridad se había observado L. aurea en la zona, la población ya se había perdido. De tanto en tanto se encuentran L. aurea adultas en el campo de golf, pero todavía no se ha establecido una población reproductiva permanente.